# Эльфтрита (жена Эдгара)
Эльфтрита (также известна как Эльфрида и Альфрида; др.-англ. Ælfthryth, Elfrida, Alfrida, Elfthryth; около 945 — около 1000) — королева-консорт Англии, вторая или третья жена короля Эдгара Миролюбивого.
Эльфтрита была первой женой короля, про которую известно, что её короновали как королеву Англии. Она была матерью короля Этельреда II Неразумного и влиятельной политической фигурой.
Вероятно, она была связана с убийством своего пасынка, короля Эдуарда Мученика, в связи с чем во многих средневековых историях предстаёт в образе стереотипной плохой королевы и злой мачехи, а в монашеской хронике XII века Liber Eliensis её обвиняют в том, что она была ведьмой.